# فریدون پارسانژاد
فریدون پارسانژاد (زادهٔ ۱۳۲۲ در تهران) نقش‌آفرین، کارگردان، معمار صحنه و استاد رشته بازیگری در  سیستم استانیسلاوسکی است.

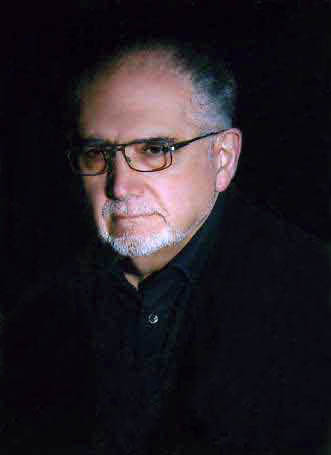
دکتر فریدون پارسانژاد - رئیس اولین انستیتوی هنرهای نمایشی نطنز و عضوانستیتوی بین المللی تئاتر در سوئیس ومرکز استانیسلاوسکی در مسکو

## فعالیت‌ها
- ۱۳۳۸ موجد اولین  تئاتر دائمی دبیرستانی ایران در تهران
- فارغ‌التحصیل رشته بازیگری ازاولین آکادمی تئاتر علمی ایران، آناهیتا. استادان: مهین و مصطفی اسکوئی.
- پنج  سال بازیگری در برنامه‌های «سینما تئاتر ملی ایران آناهیتا» در ۲۳ شهر ایران.
- تحصیل سینما در آکادمی فیلم برلین.
- فارغ‌التحصیل رشته‌های نقاشی صحنه، مجسمه‌سازی صحنه، معماری صحنه، کارگردانی تئاتر در آلمان
- سی سال کار در رشته‌های مختلف تئاتری، در تئاتر دولتی استان برمن آلمان.
- ۱۱ سال رهبری آتلیه‌های طراحی و ساخت دکور آن تئاتر.
- سال ۱۹۸۸ موجد استودیو بازیگری sturm در آلمان، تربیت پنج دوره نقش آفرینان و به روی صحنه بردن آثار درام، کمدی و تراژدی.  sturm یگانه مکان تدریس سیستم در آلمان بوده.
- در سال ۱۹۹۵ به دلیل مجموعه فعالیت‌های تئاتری در sturm و نگارش رساله علمی، دریافت دکترای  افتخاری تئاتر.
- سال ۱۹۹۴ جشن بزرگداشت  به مناسبت ۲۵ سال خدمت  موفق تئاتری، دریافت  ۳  لوح  تقدیر  از رئیس سنا، سناتور فرهنگ و هنر و ریاست تئاتر.
- پس از بازنشستگی  بازگشت  به ایران. به دعوت  مصطفی اسکوئی  تدریس در «آکادمی آموزش  و پژوهش  علوم نمایشی  ایران» تا زمان مرگ اسکوئی.
- ایجاد  «انستیتوی  هنرهای نمایشی سرشک نطنز» به نام  توفان، در سال ۱۳۸۶.
- عضوانستیتوی بین‌المللی تئاتر در سوئیس و مرکز استانیسلاوسکی در مسکو
- لوح تقدیر  و تندیس  در روز جهانی تئاتر در سال ۱۳۹۱ در اصفهان-تصویر1-تصویر2.[۱]
- دارای کارتهای صلاحیت درجه یک تدریس بازیگری -کارگردانی-معماری صحنه از وزارت فرهنگ وارشاد اسلامی
- تدریس تئاتر در دانشگاه آزاد نطنز از بهمن 1392

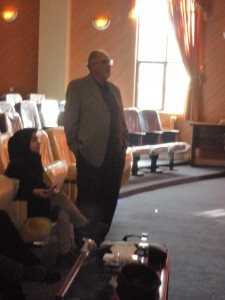
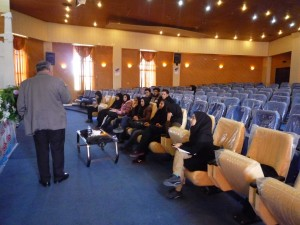
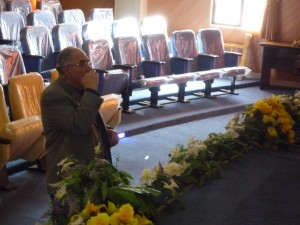
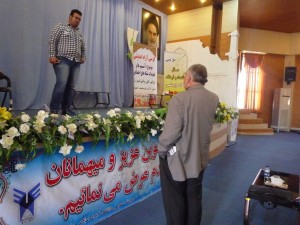

- دارای مجوز درجه یک انستیتوی هنرهای نمایشی از وزارت فرهنگ و ارشاد اسلامی در سال 93
- داور اولین جشنواره تئاتر نطنز در تابستان 1394
- کارگاه بازیگری برای کودکان و نوجوانان در شهر بادرود، تابستان1396
- دریافت لوح کاشی ماندگاربه عنوان پیشکسوت تئاترایران در مراسم تجلیل  از سوی اداره فرهنگ و ارشاد اسلامی شهرستان نطنز در بیستم فروردین ماه سال 1398

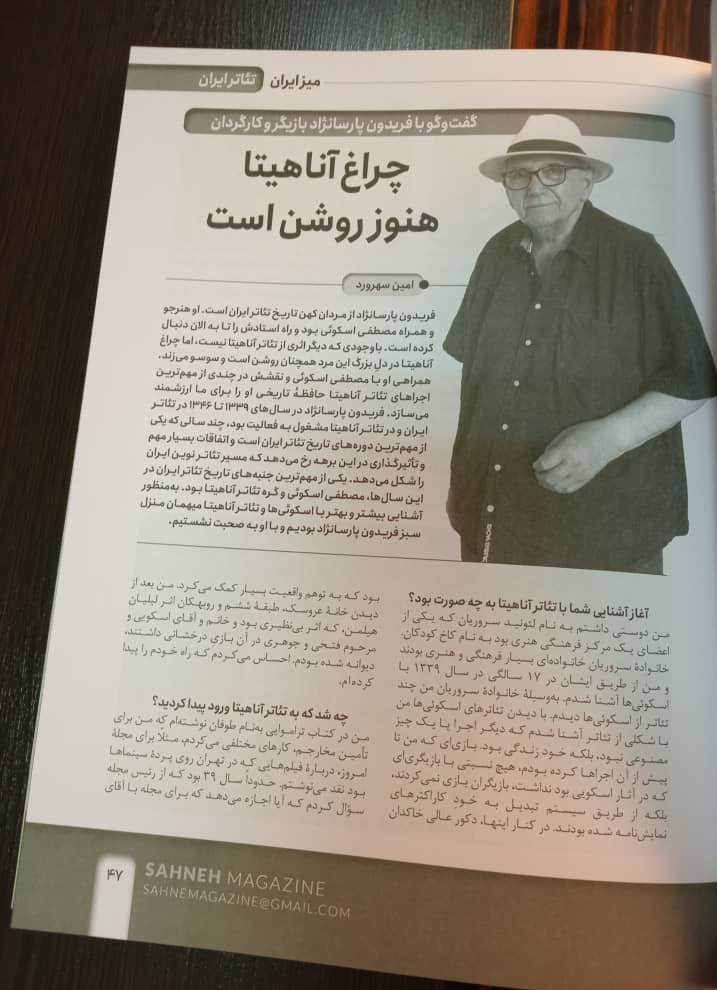

- مصاحبه با مجله ی صحنه (ماهنامه تخصصی تئاتر )در آذرماه 1403

## بازیگری

### نقش‌ها  در دبیرستان
- بازرس در «بازرس مالیاتی»
- تاجر در «تاجر کدو»
- نویسنده  در «تابلوی ناتمام»

### نقش‌ها درتئاتر آناهیتا
- استاد دانشگاه وگنرال  در «تانیا»  کارگردان:  مهین اسکویی
- مسیو اشپو در «طبقه ششم»  کارگردان: مصطفی اسکویی
- لویه  و دُون  بازیل در «سلمانی  شهر سویل» کارگردان:  مصطفی اسکویی
- کنت آلماویوا در «عروسی فیگارو»  کارگردان: مصطفی اسکویی
- مستخدم در «گرگ‌ها و بره‌ها» کارگردان: مهین اسکویی
- گنرال لکلرک در «هایتی» کارگردان: مصطفی اسکویی
- آندری در «سه خواهر» کارگردان: مهین اسکویی
- اتللو در «اتلو» در جشن  چهارصدمین  سالگرد  تولد  ویلیام شکسپیر

## کارگردانی
- بازرس مالیاتی
- تاجر کدو

طبقه ششم، اثر آلفرد ژری

- [[تراموایی به نام هوس- تصویر]]، اثر تنسی ویلیامز
- خرس،  اثر آنتون چخوف
- خواستگاری، اثرآنتون چخوف
- گوشه گیران آلتونا، اثر ژان پل سارتر
- میراندولینا، اثر کارلوگولدونی
- گربه روی شیروانی داغ، اثر تنسی ویلیامز
- اتللو، اثر ویلیام شکسپیر
- طبقه ششم اثرآلفرد ژری

## نگارش
- دربارهٔ تب صحنه

کلاس تدریس بازیگری به شیوه استانیسلاوسکی برای دانشجویان توفان

- هشت کتاب کارگردانی  برای آثاری  که در آلمان  به  روی صحنه برده شد.
- کتاب «تدریس  بازیگری  به شیوه  استانیسلاوسکی» برای دانشجویان sturm
- کتاب «تراموایی  به نام توفان»  بیوگرافی تئاتری.>[۲]
- تدریس بازیگری به شیوه  استانیسلاوسکی برای دانشجویان توفان.
- مجموعه مصاحبه‌های او در کتابی به نام نقش خوب جمع‌آوری شده‌است. این کتاب را نشر افراز در سال ۱۳۸۸ منتشر کرد.[۳]
- مجموعه مصاحبه‌ها و سخنرانی‌های دکتر فریدون پارسانژاد دربارهٔ تئاتر علمی و سیستم استانیسلاوسکی :

در برمن آلمان ،دانسیگ لهستان ،مسکو ،پوشکینو،پاریس و تهران بین سالهای 1988الی2000
- کتاب «نامه های کنستانتین س. استانیسلاوسکی» ، نشر یکشنبه، سال 1402
- کتاب «صحنه هایی از زندگی من »، نشر یکشنبه، سال 1403

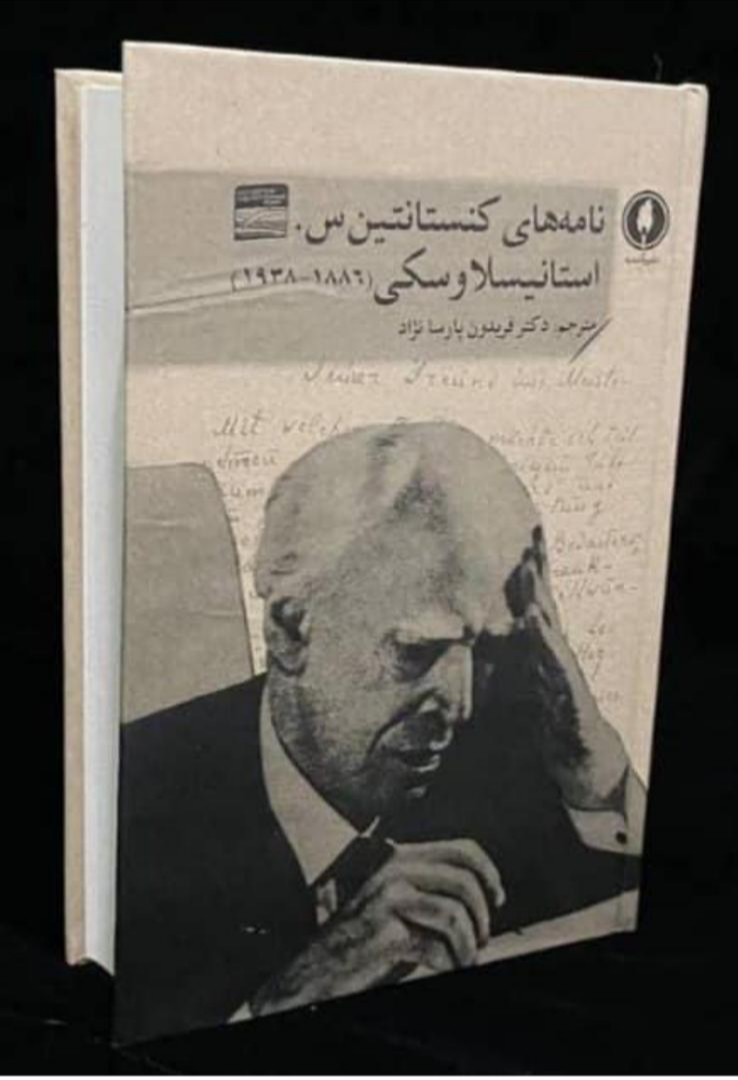

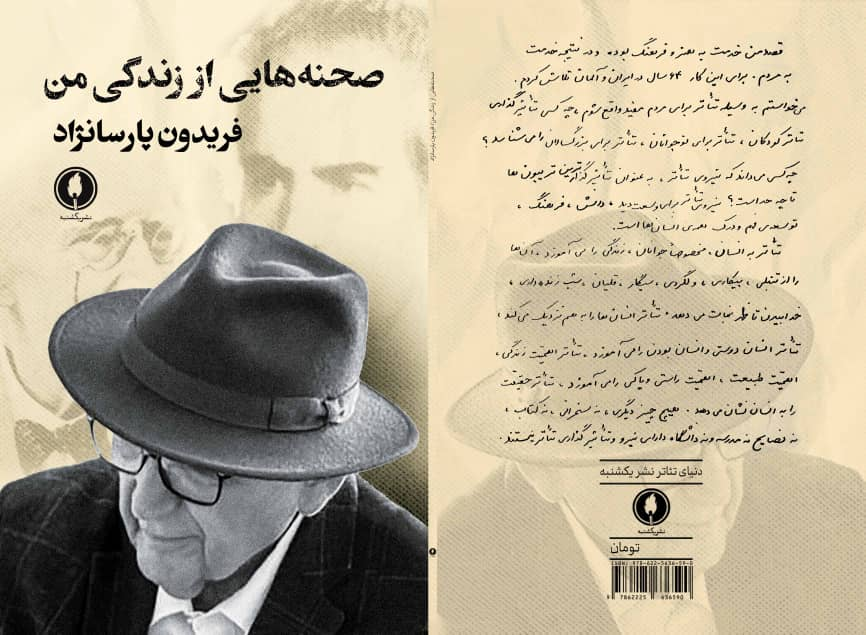

## ترجمه
- زندگی  استانیسلاوسکی  اثر: یلناایوانوونا  پولیاکووا، نشر قطره.
- کار در استودیو  با استانیسلاوسکی  اثر: آنتارووا، نشر افراز.
- کودکان در تئاتر اثر: ناتالیازاتس.
- نامه‌های استانیسلاوسکی.